# Isole Tiwi
Le isole Tiwi sono un arcipelago situato a nord del continente australe, tra il mar di Timor, a ovest, il mar degli Alfuri a nord,  e la penisola di Cobourg, a est.
Le isole appartengono al Territorio del Nord dell'Australia. Sono costituite da due isole maggiori, Melville e Bathurst, e altre nove piccole isole (Buchanan, Harris, Seagull, Karslake, Irritutu, Clift, Turiturina, Matingalia e Nodlaw).
Il gruppo aborigeno Tiwi amministra le terre in base alla legge sui terreni fondiari aborigeni (Aboriginal Land Rights [Northern Territory], Act 1976), attraverso il Tiwi Land Council.
Ci sono quattro insediamenti nell'arcipelago: Nguiu e Wurankuwu su Bathurst,
e Pirlangimpi e Milikapiti (Snake Bay) su Melville.
La popolazione complessiva era di 2 453 abitanti al censimento del 2016.

## Geografia
Le isole Tiwi hanno una superficie complessiva di 8320 km². L'isola Melville è la seconda isola più grande dell'Australia dopo la Tasmania e Bathurst la quinta più grande. Le due isole sono separate da uno stretto canale, l'Apsley Strait, lungo 64 km e largo da 550 m a 5 km. All'uscita meridionale del canale si trova la piccola isola Buchanan. A sud, le separa dal continente il canale di Clarence, dove si trovano le isole Vernon.
Le isole godono di un clima monsonico tropicale, sono ricoperte principalmente da foreste di eucalipti (Eucalyptus tetrodonta, Eucalyptus miniata e Melaleuca leucadendra) su un altopiano di laterite. Ci sono piccole macchie di foresta pluviale, mentre le mangrovie occupano le numerose insenature.

### Fauna
Sono state registrate sulle isole trentotto specie a rischio. Tra i mammiferi: il ratto coniglio dalla coda a pennello, il fascogale dalla coda a spazzola, il falso ratto d'acqua e il dunnart di Butler. Le isole ospitano la più grande colonia riproduttiva al mondo di sterna crestata e una grande popolazione di tartaruga bastarda olivacea I mari e gli estuari attorno alle isole ospitano diverse specie di squali e coccodrilli marini.
Le isole sono state identificate come Important Bird Area (IBA) da BirdLife International poiché sostentano densità relativamente elevate di astore rosso, piccione pernice e occhione Willaroo, oltre a più di 12 000 piovanelli beccosottile.
Altre specie con una presenza significativa sono: il rallo castano, l'occhione maggiore australiano, la rosella settentrionale, il lorichetto variopinto, la pitta arcobaleno, lo Zosterops luteus, il diamante mascherato. Inoltre alcuni Meliphagidae: l'uccello frate capoargento, il succiamiele rimabianca, succiamiele flavo, il succiamiele pettobarrato. È considerato in pericolo il Tyto novaehollandiae melvillensis e, in via di estinzione, o già estinta, la Melanodryas cucullata melvillensis.

## Storia
Le isole sono state abitate da almeno 7000 anni dal popolo Tiwi. Sono state avvistate dagli esploratori europei in varie occasioni fin dal XVII secolo e poi esplorate da Phillip Parker King nel 1818.